# Hedgesville
Hedgesville és una població dels Estats Units a l'estat de Virgínia de l'Oest. Segons el cens del 2000 tenia 240 habitants.

## Demografia
Segons el cens del 2000, Hedgesville tenia 240 habitants, 88 habitatges, i 65 famílies. La densitat de població era de 772,2 habitants per km².
Dels 88 habitatges en un 43,2% hi vivien nens de menys de 18 anys, en un 46,6% hi vivien parelles casades, en un 20,5% dones solteres, i en un 26,1% no eren unitats familiars. En el 20,5% dels habitatges hi vivien persones soles el 5,7% de les quals corresponia a persones de 65 anys o més que vivien soles. El nombre mitjà de persones vivint en cada habitatge era de 2,73 i el nombre mitjà de persones que vivien en cada família era de 3,18.
Per edats la població es repartia de la següent manera: un 34,6% tenia menys de 18 anys, un 6,3% entre 18 i 24, un 27,5% entre 25 i 44, un 24,6% de 45 a 60 i un 7,1% 65 anys o més.
L'edat mediana era de 34 anys. Per cada 100 dones de 18 o més anys hi havia 80,5 homes.
La renda mediana per habitatge era de 49.375 $ i la renda mediana per família de 46.563 $. Els homes tenien una renda mediana de 31.042 $ mentre que les dones 21.985 $. La renda per capita de la població era de 17.772 $. Entorn del 2,8% de les famílies i el 5,4% de la població estaven per davall del llindar de pobresa.

## Poblacions més properes
El següent diagrama mostra les poblacions més properes.